# Soufiane Bidaoui
Soufiane Bidaoui (Etterbeek, 20 april 1990) is een in België geboren Marokkaanse voetballer die bij voorkeur als aanvaller speelt. Hij verruilde in 2018 Spezia Calcio voor US Avellino.

## Clubcarrière
Bidaoui begon als zesjarige met voetballen bij RC de Schaerbeek. In zijn jeugd belandde hij via RSC Anderlecht en White Star Woluwe FC in 2001 bij Diegem Sport, waar hij op achttienjarige leeftijd zijn debuut maakte in het eerste elftal. In 2009 tekende hij voor twee seizoen bij KVC Westerlo, op dat moment actief in de Jupiler Pro League. Hij kreeg ersporadisch speelkansen en werd in januari 2011 verhuurd aan KSV Roeselare, dan actief in de Tweede klasse. Bidaoui speelde zich er in de kijker bij Lierse SK, waar hij op 27 april 2011 een contract voor twee seizoenen tekende.

## Interlandcarrière
Bidaoui nam met het Marokkaans olympisch voetbalelftal onder leiding van bondscoach Pim Verbeek deel aan de Olympische Spelen van 2012 in Londen.

## Clubstatistieken
| seizoen                      | club               | land        | klasse             | duels       | goals       |
| ---------------------------- | ------------------ | ----------- | ------------------ | ----------- | ----------- |
| 2008/09                      | Diegem Sport       | België      | Derde Klasse A     | 18          | 1           |
| 2009/10                      | KVC Westerlo       | België      | Jupiler Pro League | 1           | 0           |
| 2009/10                      | KVC Westerlo       | België      | Play-Off II A      | 1           | 0           |
| 2010/11                      | KVC Westerlo       | België      | Jupiler Pro League | 0           | 0           |
| 2010/11                      | → KSV Roeselare    | België      | Exqi League        | 9           | 3           |
| 2011/12                      | Lierse SK          | België      | Jupiler Pro League | 19          | 1           |
| 2012/13                      | Lierse SK          | België      | Jupiler Pro League | 16          | 1           |
| 2013/14                      | Parma FC           | Italië      | Serie A            | 0           | 0           |
| 2013/14                      | → FC Crotone       | Italië      | Serie B            | 37          | 3           |
| 2014/15                      | Parma FC           | Italië      | Serie A            | 6           | 0           |
| 2014/15                      | → US Latina Calcio | Italië      | Serie B            | 15          | 2           |
| 2015/16                      | Zonder club        | Zonder club | Zonder club        | Zonder club | Zonder club |
| 2016/17                      | US Avellino        | Italië      | Serie B            | 16          | 0           |
| 2017/18                      | US Avellino        | Italië      | Serie B            | 23          | 3           |
| Totaal                       | Totaal             | Totaal      | Totaal             | 161         | 14          |
| laatst bijgewerkt 05-06-2015 |                    |             |                    |             |             |